# 特萊費
南美联合电视台（Televisión Federal S.A.），多称作 特萊費 (Telefe) 或TLF，是阿根廷的一家电视网。电视台最早被观众熟知的是国营的 阿根廷11频道 (Canal Once)台，即11频道。后特萊費于1989年私有化建立特萊費，其中Grupo Atlántida（页面存档备份，存于）占80%的股份，News Corporation占20%。1997年起，电视台由西班牙電信 (Telefónica)所有。
电视台多播放当地自产节目，但也有例外。比如电视台从1991年起高频率的播放美国的《辛普森一家》。
2016年11月15日，維亞康姆 (Viacom)以3.45億美元收購該廣播公司。